# Михаил Иванов (лекар)
Вижте пояснителната страница за други личности с името Михаил Иванов.
Михаил Мирчев Иванов е виден български лекар, бактериолог.

## Биография
Михаил Иванов е роден в 1866 година в град Прилеп, тогава в Османската империя. Учи в родния си град. В 1880 година напуска Македония и заминава за България, къдато завършва VI клас на I софийска мъжка гимназия. В 1891 година завършва медицина в Цюрихския университет. Връща се в България и работи като военен лекар до 1892 година. Специализира в Германия при Роберт Кох.
Връща се в София в края на 1893 година и създава и оглавява Бактериологическия институт, който ръководи с малки прекъсвания до пенсионирането си през 1920 година. В 1896 година заминава за Париж, където учи бактериология в Пастьоровия институт при Иля Мечников и Емил Ру. След това урежда своя бактериологическа лаборатория.
Редактира списанията „Медицински напредък“ (1900 - 1902) и „Български лекар“ (1905 - 1915 и 1921 - 1924). От 1909 до 1912 година е член на Върховния медицински съвет, а в 1924 година, малко преди смъртта си, е назначен за негов председател. По време на Балканската война е с големи заслуги за предпазване на населението от холера и петнист тиф - устройва подвижна лаборатория за изследване на болни от инфекциозни заболявания. Служи като епидемиолог в Първа отделна армия. Произвежда за пръв път в България противодифтериен серум. През Първата световна война е началник на бактеорологичен институт и организира производството на противохолерна ваксина, с която се снабдява Действащата армия. Открил вибрион, наречен на неговото име – Vibrio Ivanovi. За отличия и заслуги през войната е награден с орден „Свети Александър“.
Член е на Македонския научен институт. Умира в 1924 година.